# 日本海马
日本海马（学名：Hippocampus mohnikei）为輻鰭魚綱棘背魚目海龙鱼科海马属的鱼类。分布于晰太平洋區，包括朝鲜、日本以及南海、东海、黄海、渤海等海域，近海常见其小鱼，體長可達8公分。该物种的模式产地在日本。